# Nokia E60
Nokia E60 — смартфон фірми Nokia, представлений 12 жовтня 2005 року разом з Nokia E61 і Nokia E70. Відноситься до лінійки телефонів «бізнес».

## Характеристика
Телефон має розміри 115×49×16.9 мм, вага — 117 г. Модель представлена лише в одному кольоровому рішенні — сріблястому з чорними вставками на боках. Клавіатурний блок стандартний, всі додаткові клавіші, окрім цифрових, зібрані безпосередньо під екраном. Сенсор освітленості автоматично включає підсвічування клавіатури. На лівому торці розташовані дві клавіші регулювання гучності та кнопка диктофона. Тут знаходиться інфрачервоний порт. На верхньому торці — кнопка живлення, петля для кріплення мотузки. На правому боці розташований динамік, роз'єм для карт DV RS-MMC (MMC Mobile), що закривається заглушкою, яка відкидається. Динамік дуже гучний, аналогічний Nokia 3250. На нижньому торці — роз'єм для зарядного пристрою та стандартний Pop-port (підключення кабелю, гарнітури).
Роздільна здатність екрану — 352х416 пікселів. Є 5 рівнів підсвічування, діагональні розміри — 34×41 мм (діагональ 2.1"). Фактично екран E60 повністю ідентичний Nokia N80, але замість 262 тисячі кольорів у E60 наявно 16 мільйонів.
Знімна батарея BL-5C ємністю 970 мАг. Заявлений час роботи — до 12 днів у режимі очікування, до 6 годин у режимі розмов у мережі GSM, до 2.7 годин у режимі розмов у мережі W-CDMA, до 2.7 годин у режимі VoIP-розмов через Wi-Fi.

## Технічні можливості
- Робота в мережах WCDMA, EDGE і трьох діапазонах GSM, ІР-телефонія в мережах WLAN
- Окрема клавіша для розширеного голосового набору, диктофона і портативної рації Push-to-Talk
- Економний варіант локального голосового зв'язку і передачі даних через мережу WLAN
- Конференц-зв'язок до 6 учасників
- Широкий дисплей високої роздільної здатності[6]